# الدوري الفنزويلي الممتاز 1979
الدوري الفنزويلي الممتاز 1979 هو الموسم 59 من الدوري الفنزويلي الممتاز. كان عدد الأندية المشاركة فيه 12، وفاز فيه ديبورتيفو تاشيرا.